# Zorro – Der schwarze Rächer
Zorro – Der schwarze Rächer (Originaltitel: Zorro) ist eine US-amerikanisch-französische Fernsehserie, die die Geschichte der Romanfigur Zorro neu erzählt. Während der frühen 1990er Jahre kam sie auf Sat.1 zu ihrer Deutschland-Premiere.

## Handlung
Im 19. Jahrhundert werden die Bewohner des alten Los Angeles von ihren Bürgermeistern Luis Ramone (Staffel 1–2) und Ignacio de Soto (Staffel 3–4) tyrannisiert. Don Diego de la Vega alias Zorro rächt nachts die Bewohner des Dorfes, bleibt aber dank seiner Maske selbst vor seinem Vater Don Alejandro unerkannt. Zur Seite steht ihm dabei der stumme Felipe.

## Ausstrahlung
Zorro feierte ab 1992 im deutschen Fernsehen bei Sat.1 seine Premiere. Damit wurde sie in Deutschland früher gezeigt als die erste Zorro-Serie von 1957, die erst später RTL II zeigte. Ab 1996 strahlte auch kabel eins die Serie aus, von 2011 bis 2012 war sie zudem auf Das Vierte zu sehen. In den USA lief sie ursprünglich bei dem Familiensender The Family Channel.

## Hintergrund
In der Serie hatten zahlreiche nennenswerte Schauspieler Gastauftritte. So hatte beispielsweise der spätere James-Bond-Darsteller Daniel Craig eine Rolle in den Folgen 84 und 85. Ebenfalls in einer Folge der dritten Staffel war Jesse Ventura zu sehen, der später Gouverneur Minnesotas wurde. Für Henry Darrow, der ab der zweiten Staffel Zorros Vater spielte, war die Thematik nichts Neues: Er stand 1983 in der kurzlebigen Sitcom Zorro and Son selbst als Zorro vor der Kamera.

## Besetzung und Synchronisation
| Rolle                   | Darsteller                        | Synchronsprecher         | Staffeln | Episoden   |
| ----------------------- | --------------------------------- | ------------------------ | -------- | ---------- |
| Diego de la Vega        | Duncan Regehr                     | Stefan Staudinger        | 1–4      | 1–87       |
| Sergeant James Mendoza  | James Victor                      | Hans Nitschke            | 1–4      | 1–87       |
| Felipe                  | Juan Diego Botto                  | –                        | 1–4      | 1–87       |
| Victoria Escalante      | Patrice Martinez                  | Simone Brahmann          | 1–4      | 1–87       |
| Alejandro de la Vega    | Efrem Zimbalist, Jr. Henry Darrow | Achim Petry Eric Vaessen | 1 2–4    | 1–25 26–87 |
| Alcalde Luis Ramone     | Michael Tylo                      | Bernd Rumpf              | 1–2      | 1–50       |
| Alcalde Ignacio de Soto | J.G. Hertzler                     | Eberhard Prüter          | 3–4      | 51–87      |

Die deutsche Synchronfassung entstand bei Arena Synchron unter der Dialogregie von Martin Schmitz.

## Auszeichnungen
Young Artist Award 1992
- Beste Kabel- oder Nicht-Primetime-Familienserie (nominiert)
- Bester Jungdarsteller in einem Gastauftritt oder einer Nebenrolle: John Christian Graas (nominiert)

## Episodenliste
| #  | Episode | Deutscher Titel                    | Originaltitel              | Erstausstrahlung USA | Regisseur      |
| -- | ------- | ---------------------------------- | -------------------------- | -------------------- | -------------- |
| 01 | 01      | Eine sehr lebendige Leiche         | Dead Men Tell No Tales     | 5. Januar 1990       | Ron Satlof     |
| 02 | 02      | Das Herz einer Frau                | Deceptetive Heart          | 12. Januar 1990      | Ron Satlof     |
| 03 | 03      | Die Quelle                         | Water                      | 19. Januar 1990      | Michael Vejar  |
| 04 | 04      | Der falsche Zorro                  | Double Entendre            | 26. Januar 1990      | Ron Satlof     |
| 05 | 05      | Zorro als Trauzeuge                | The Best Man               | 2. Februar 1990      | Ron Satlof     |
| 06 | 06      | Gefährliche Wette                  | The Sure Thing             | 9. Februar 1990      | Michael Vejar  |
| 07 | 07      | Die vereitelte Entführung          | Zorro’s Other Woman        | 16. Februar 1990     | Michael Vejar  |
| 08 | 08      | Eine Legende beginnt (1)           | The Legend Begins (1)      | 17. Februar 1990     | Ray Austin     |
| 09 | 09      | Eine Legende beginnt (2)           | The Legend Begins (2)      | 17. Februar 1990     | Ray Austin     |
| 10 | 10      | Eine Legende beginnt (3)           | The Legend Begins (3)      | 17. Februar 1990     | Ray Austin     |
| 11 | 11      | Eine Legende beginnt (4)           | The Legend Begins (4)      | 17. Februar 1990     | Ray Austin     |
| 12 | 12      | Ein Gegner für Mendoza             | The Pride of the Pueblo    | 23. Februar 1990     | Michael Levine |
| 13 | 13      | Vater und Sohn                     | Honor Thy Father           | 2. März 1990         | Ron Satlof     |
| 14 | 14      | Einfach zauberhaft!                | The Magician               | 9. März 1990         | Michael Vejar  |
| 15 | 15      | Ein teuflischer Gegner             | A Deal With The Devil      | 16. März 1990        | Ray Austin     |
| 16 | 16      | Auf Zorros Spuren                  | Whereabouts                | 23. März 1990        | Ron Satlof     |
| 17 | 17      | Es ist nicht alles Gold was glänzt | All That Glittlers         | 30. März 1990        | Peter Diamond  |
| 18 | 18      | Geraubtes Erbe                     | Child’s Play               | 6. April 1990        | Michael Levine |
| 19 | 19      | Ein Wolf im Schafspelz             | A Wolf In Sheep’s Clothing | 13. April 1990       | Michael Vejar  |
| 20 | 20      | Ein Geist auf der Hazienda         | Ghost Story                | 20. April 1990       | Michael Levine |
| 21 | 21      | Ruchlose Kopfgeldjäger             | Bounty Hunters             | 27. April 1990       | Michael Vejar  |
| 22 | 22      | Wer mit den Toten spricht          | The Unhappy Medium         | 4. Mai 1990          | Michael Levine |
| 23 | 23      | Eine explosive Mischung            | An Explosive Situation     | 11. Mai 1990         | Peter Diamond  |
| 24 | 24      | Familienangelegenheiten            | Family Business            | 18. Mai 1990         | Peter Diamond  |
| 25 | 25      | Gift und Gegengift                 | Palomarez Returns          | 25. Mai 1990         | Ray Austin     |

| #  | Episode | Deutscher Titel                      | Originaltitel             | Erstausstrahlung USA | Regisseur         |
| -- | ------- | ------------------------------------ | ------------------------- | -------------------- | ----------------- |
| 26 | 01      | Wissenschaftler unter sich           | The Wizard                | 14. September 1990   | Ray Austin        |
| 27 | 02      | Lehrer und Schüler                   | Master And Pupil          | 21. September 1990   | Ray Austin        |
| 28 | 03      | Schatzsuche                          | Kidnapped                 | 28. September 1990   | Ray Austin        |
| 29 | 04      | Wo die Liebe hinfällt                | The Tease                 | 5. Oktober 1990      | Ray Austin        |
| 30 | 05      | Ein Leben für den Kampf              | He Who Lives By The Sword | 12. Oktober 1990     | Peter Diamond     |
| 31 | 06      | Der Wächter von Los Angeles          | Freedom Of The Press      | 19. Oktober 1990     | Ray Austin        |
| 32 | 07      | Glück im Unglück                     | Sanctuary                 | 26. Oktober 1990     | Ray Austin        |
| 33 | 08      | Verräterische Spuren                 | The Chase                 | 2. November 1990     | Peter Diamond     |
| 34 | 09      | Ein Herz und eine Maske              | Broken Heart, Broken Mask | 9. November 1990     | Ray Austin        |
| 35 | 10      | Das weiße Schaf                      | White Sheep Of The Family | 16. November 1990    | Peter Diamond     |
| 36 | 11      | Der reisende Bürger?                 | The Challenge             | 25. November 1990    | Robert McCullough |
| 37 | 12      | Gefährliche Liebschaft               | Rites Of Passage          | 2. Dezember 1990     | Robert McCullough |
| 38 | 13      | Der Falke                            | The Falcon                | 9. Dezember 1990     | Robert McCullough |
| 39 | 14      | Ein rettender Engel für Zorro        | It’s A Wonderful Zorro    | 16. Dezember 1990    | Michael Levine    |
| 40 | 15      | Die Glut der Rache                   | The Marked Man            | 23. Dezember 1990    | Robert McCullough |
| 41 | 16      | Schlagende Argumente                 | Big Brother               | 6. Januar 1991       | Michael Levine    |
| 42 | 17      | Ein Mann von Welt                    | To Be A Man               | 13. Januar 1991      | Ray Austin        |
| 43 | 18      | Der pfeifende Bandit                 | The Whistling Bandit      | 25. Januar 1991      | Michael Levine    |
| 44 | 19      | Entweder – Oder                      | The Don’s Dilemma         | 27. Januar 1991      | Peter Diamond     |
| 45 | 20      | Die schwierige Kunst der Täuschung   | The Jewelled Sword        | 3. Februar 1991      | Michael Levine    |
| 46 | 21      | Hexenkunst und Zauberkraft           | The Newcomers             | 10. Februar 1991     | Michael Levine    |
| 47 | 22      | Das Geheimnis der Teufelsfestung (1) | The Devil’s Fortress (1)  | 24. Februar 1991     | Ray Austin        |
| 48 | 23      | Das Geheimnis der Teufelsfestung (2) | The Devil’s Fortress (2)  | 24. Februar 1990     | Ray Austin        |
| 49 | 24      | Einer für alle (1)                   | One For All (1)           | 28. April 1991       | Ray Austin        |
| 50 | 25      | Einer für alle (2)                   | One For All (2)           | 28. April 1991       | Ray Austin        |

| #  | Episode | Deutscher Titel                       | Originaltitel              | Erstausstrahlung USA | Regisseur         |
| -- | ------- | ------------------------------------- | -------------------------- | -------------------- | ----------------- |
| 51 | 01      | Neue Besen kehren besser              | The New Broom              | 1. September 1991    | Ray Austin        |
| 52 | 02      | Eine Schlinge für Mendoza             | Rush To Judgement          | 8. September 1991    | Ray Austin        |
| 53 | 03      | Ganz in weiß…                         | A New Lease On Love        | 15. September 1991   | Ray Austin        |
| 54 | 04      | Ein Mann und ein Wolf                 | The Man Who Cried Wolf     | 22. September 1991   | Ray Austin        |
| 55 | 05      | Ausbruch und Geiselnahme              | Armed And Dangerous        | 29. September 1991   | Ray Austin        |
| 56 | 06      | Big Jim und Sohn (1)                  | The Buccaners              | 6. Oktober 1991      | Ray Austin        |
| 57 | 07      | Big Jim und Sohn (2)                  | A New Beginning            | 13. Oktober 1991     | Ray Austin        |
| 58 | 08      | Schönheit und Charakter               | A Woman Scorned            | 20. Oktober 1991     | Ray Austin        |
| 59 | 09      | Zorros zweites Ich                    | Wicked, Wicked Zorro       | 27. Oktober 1991     | Ray Austin        |
| 60 | 10      | Die allerletzte Schlacht              | Alejandro Rides Again      | 24. November 1991    | Michael Levine    |
| 61 | 11      | Rebellion und Liebe                   | The Old Flame              | 1. Dezember 1991     | Robert McCullough |
| 62 | 12      | Die Flamme des Glaubens               | Miracle Of The Pueblo      | 8. Dezember 1991     | Ray Austin        |
| 63 | 13      | Eine große Jugendliebe                | A Love Remembered          | 15. Dezember 1991    | Ray Austin        |
| 64 | 14      | Ein dickes Zünglein an der Waage      | Dirty Tricks               | 5. Januar 1992       | Ray Austin        |
| 65 | 15      | Mendozas dunkle Seite                 | Mandoza The Malevolent     | 12. Januar 1992      | Ray Austin        |
| 66 | 16      | Die Kraft des Geistes                 | Test Of Faith              | 26. Januar 1992      | Ray Austin        |
| 67 | 17      | Die Belagerung                        | Siege                      | 1. März 1992         | Peter Diamond     |
| 68 | 18      | Die tolle Annie                       | They Call Her Annie        | 8. März 1992         | Ray Austin        |
| 69 | 19      | Diamanten und Kieselsteine            | Silk Purses And Sow’s Ears | 15. März 1992        | Ray Austin        |
| 70 | 20      | Was du nicht willst, dass man dir tut | Turning The Tables         | 22. März 1992        | Ray Austin        |
| 71 | 21      | Eine Nacht, die man nicht vergisst    | One Special Night          | 29. März 1992        | Robert McCullough |
| 72 | 22      | Zerronnene Träume                     | Balancing The Books        | 5. April 1992        | Ray Austin        |
| 73 | 23      | Mit Blindheit geschlagen              | Blind Man’s Bluff          | 12. April 1992       | Peter Diamond     |
| 74 | 24      | Der verlorene Sohn                    | Heir Apparent              | 19. April 1992       | Ray Austin        |
| 75 | 25      | Das erste Word                        | The Word                   | 26. April 1992       | Ray Austin        |

| #  | Episode | Deutscher Titel                | Originaltitel           | Erstausstrahlung USA | Regisseur       |
| -- | ------- | ------------------------------ | ----------------------- | -------------------- | --------------- |
| 76 | 01      | Der Fuchs und das Kaninchen    | The Fox And The Rabbit  | 10. Oktober 1992     | Ray Austin      |
| 76 | 02      | Andere Rechte – Andere Sitten  | Ultimate Justice        | 17. Oktober 1992     | Donald Paonessa |
| 77 | 03      | Das Liebeselixier              | Love Potion Number Nine | 24. Oktober 1992     | Ray Austin      |
| 78 | 04      | Früchte des Hasses             | As Ye Snow              | 31. Oktober 1992     | Ray Austin      |
| 79 | 05      | Das kostbare Geheimnis         | An Affair To Remember   | 7. November 1992     | Ray Austin      |
| 80 | 06      | Verdiente Belohnung            | The Reward              | 14. November 1992    | Ray Austin      |
| 81 | 07      | Wie der Vater, so der Sohn     | Like Father, Like Son   | 5. Dezember 1992     | Ray Austin      |
| 82 | 08      | Die Heilung                    | Symbol Of Hope          | 12. Dezember 1992    | Ray Austin      |
| 83 | 09      | Im Zweifel für den Angeklagten | My Word Is My Bond      | 19. Dezember 1992    | Ray Austin      |
| 84 | 10      | Der Emissär des Königs         | The Arrival             | 9. Januar 1993       | Ray Austin      |
| 85 | 11      | Ein teuflisches Spiel          | Death And Taxes         | 16. Januar 1993      | Ray Austin      |
| 86 | 12      | Auf Leben und Tod              | Conundrum               | 23. Januar 1993      | Ray Austin      |
| 87 | 13      | Böses Erwachen                 | The Discovery           | 30. Januar 1993      | Ray Austin      |